# Litewska Formuła 3
Litewska Formuła 3 – cykliczne wyścigi według przepisów Formuły 3 rozgrywane na Litwie w latach 1970–1987.

## Mistrzowie
| Sezon       | Kierowca                  | Zespół                    | Samochód                  |
| ----------- | ------------------------- | ------------------------- | ------------------------- |
| 1970        | Algirdas Daunoravičius    | DOSAAF Taurogi            | Estonia 16M-Moskwicz      |
| 1971 – 1973 | mistrzostw nie rozgrywano | mistrzostw nie rozgrywano | mistrzostw nie rozgrywano |
| 1974        | Elmo Salm                 | DOSAAF Ryga               | Estonia 18-Łada           |
| 1975        | Wiktor Iwanow             | DOSAAF Wilno              | Estonia 18-Łada           |
| 1976        | Wiktor Iwanow             | DOSAAF Wilno              | Estonia 18-Łada           |
| 1977        | mistrzostw nie rozgrywano | mistrzostw nie rozgrywano | mistrzostw nie rozgrywano |
| 1978        | Rimvydas Natkevičius      | Žalgiris Kowno            |                           |
| 1979        | Sigitas Andreika          | DOSAAF Kowno              | Estonia 19-Łada           |
| 1980        | Vigintas Juška            | DOSAAF Kowno              | Estonia 18-Łada           |
| 1981        | Gediminas Neverauskas     | DOSAAF Janów              | Estonia 20-Łada           |
| 1982        | Valdemaras Taraškevičius  | DOSAAF Kowno              | Estonia 20-Łada           |
| 1983        | Mindaugas Kairis          | DOSAAF Janów              |                           |
| 1984        | Rimantas Dominikaitis     | DOSAAF Kowno              | Estonia 20-Łada           |
| 1985        | Egidijus Dailidė          | DOSAAF Kowno              | Estonia 20-Łada           |
| 1986        | Rimantas Dominikaitis     | DOSAAF Kowno              | Estonia 21M-Łada          |
| 1987        | Sergejs Mironenko         | DOSAAF Kowno              | Estonia 21M-Łada          |